# Batu Gajah
Batu Gajah – miasto w Malezji, w stanie Perak. W 2000 roku liczyło 31 523 mieszkańców.